# Nivek Ogre

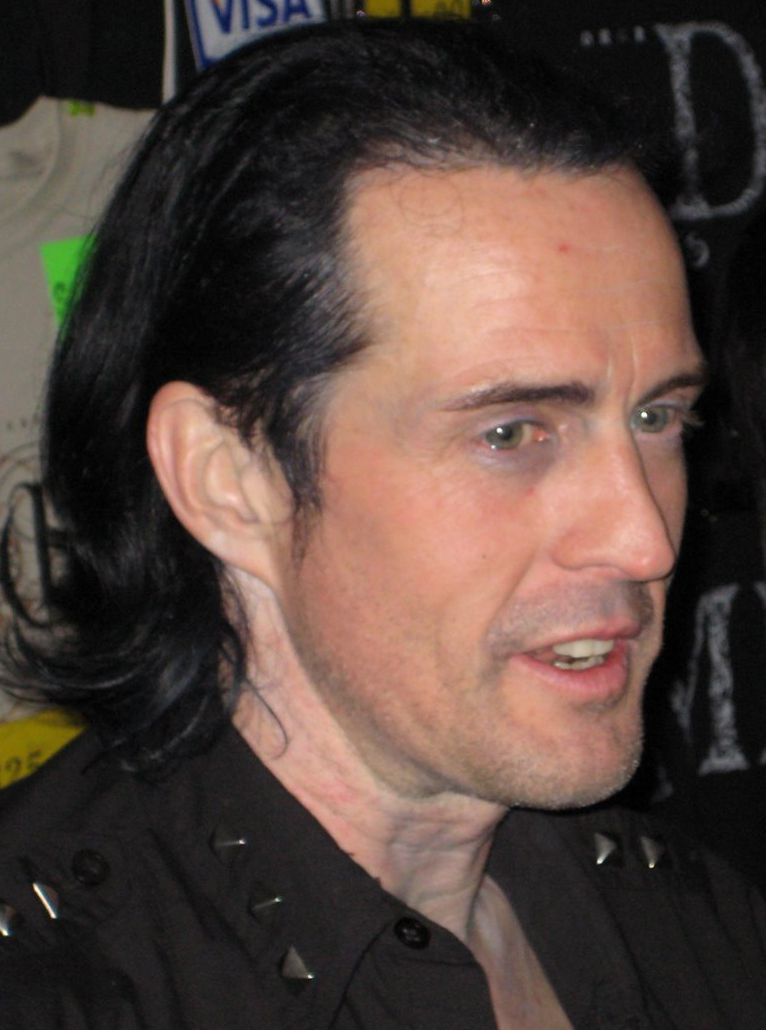
Nivek Ogre

Nivek Ogre (cujo real nome é Kevin Graham Ogilvie, 5 de dezembro de 1962) é um vocalista e ator canadense mais conhecido como um dos membros fundadores da banda Skinny Puppy. O nome Ogre vem depois que a banda apresentou outro membro do mesmo nome.
Como ator, Ogre fez Pavi Largo, no musical Repo! The Genetic Opera. Também fez Harper Alexander no filme 2001 Maniacs: Field of Screams.